# Cá giáp
Cá giáp (danh pháp khoa học: Ostracodermi, nghĩa là "bọc da giáp, bọc da vỏ") là tên gọi chung để chỉ một nhóm cá không hàm, nguyên thủy, đã tuyệt chủng với một số phần nào đó của cơ thể được che phủ bằng một lớp giáp có cấu tạo từ chất xương. Chúng được gọi là lớp Ostracodermi là tên khoa học của cá giáp, và các hóa thạch của chúng được tìm thấy trong các địa tầng của thời kỳ kỷ Ordovic và kỷ Devon ở Bắc Mỹ và châu Âu. Nói chung chúng thường dài không quá 30 cm (1 ft) và có lẽ là các loài động vật ăn đáy, bơi chậm.
Một trong các cải tiến của cá giáp là việc chúng sử dụng mang không phải để kiếm ăn mà chỉ phục vụ cho hô hấp. Ở các dạng sự sống trước đó, nếu chúng có mang thì các mang này được sử dụng cho cả hô hấp lẫn kiếm ăn. Chúng có các túi mang hầu tách biệt dọc theo hai bên đầu, mở thường xuyên nhưng không có nắp mang. Không giống như động vật không xương sống sử dụng chuyển động của các mao để di chuyển thức ăn, cá giáp sử dụng các túi mang nhiều cơ của chúng để tạo ra sức hút nhằm lôi kéo các con mồi nhỏ và chuyển động chậm vào miệng chúng.
Cá giáp tồn tại dưới hai dạng chính, dạng thứ nhất nguyên thủy hơn gọi là Heterostraci (cá vảy lạ) và Cephalaspidomorphi (cá giáp đầu). Cá giáp đầu hoàn thiện hơn cá vảy lạ do chúng có các cơ quan ổn định bên hông giúp cho chúng kiểm soát tốt hơn sự cân bằng của cơ thể khi bơi.
Sau khi có sự xuất hiện của cá có hàm (Placodermi, Acanthodii, cá mập v.v.) khoảng 400 triệu năm trước, phần lớn các loài cá giáp bắt đầu suy giảm và các loài cá giáp cuối cùng đã tuyệt chủng hoàn toàn vào cuối kỷ Devon.
Lớp Ostracodermi đã từng được đặt vào trong siêu lớp Agnatha (cá không hàm) cùng với lớp còn sinh tồn là Cyclostomata (đa ngành, chứa các loài cá mút đá và cá mút đá myxin). Thuật ngữ này ngày nay ít xuất hiện trong phân loại do tính cận ngành hay đa ngành của nó. Tuy nhiên, "Ostracodermi" vẫn còn được sử dụng không chính thức như là thuật ngữ để chỉ các dạng cá giáp không hàm trong đại Cổ sinh.

## Các nhóm chính
Một vài nhóm chính đã từng được coi là thuộc về Ostracodermi là như sau.
- † Pteraspidomorphi
- † Thelodonti
- † Anaspida: Lớp Cá không giáp
- † Galeaspida: Cá giáp mũ
- † Pituriaspida: Cá giáp Pituri
- † Osteostraci: Cá giáp xương

## Hình ảnh

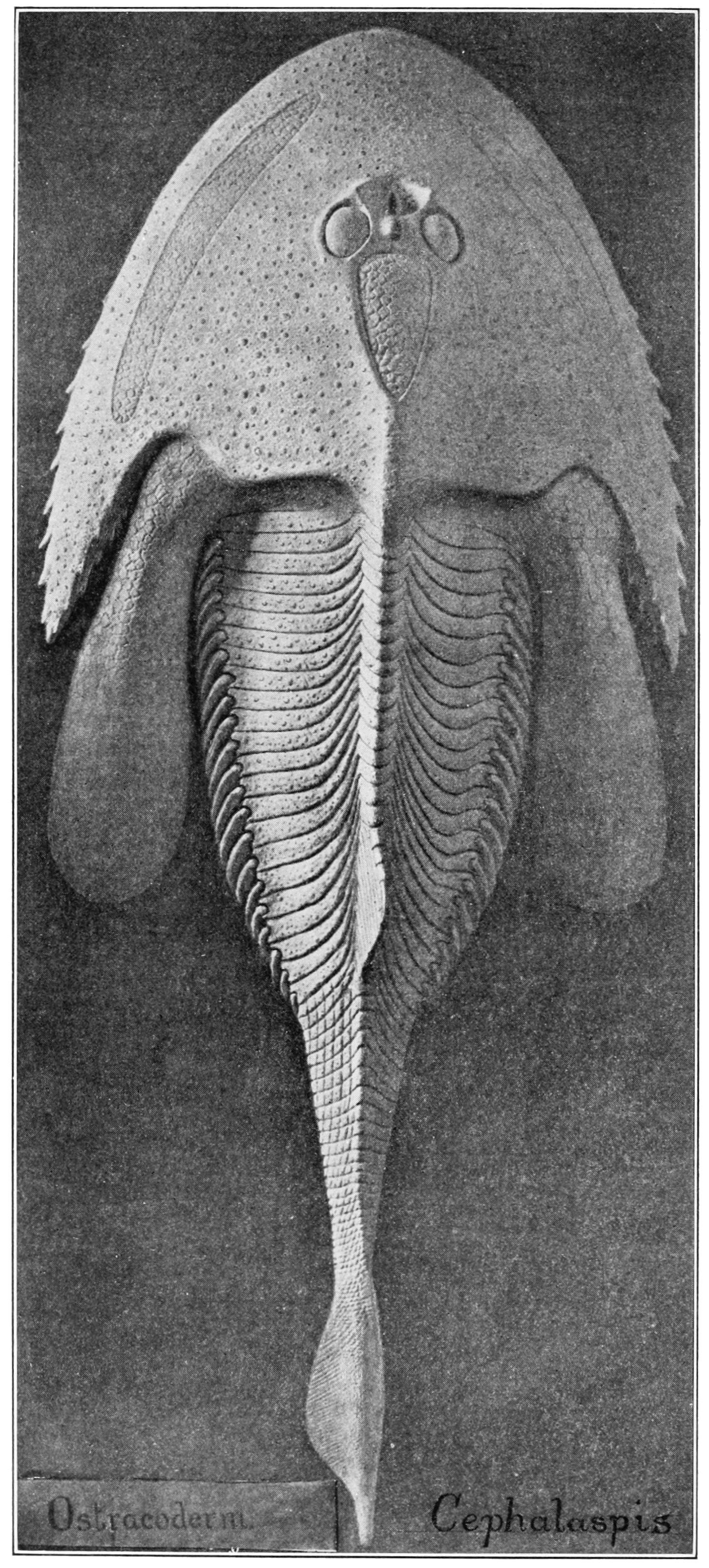
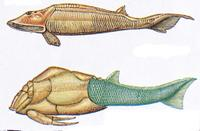